# Joseph Umstatt
 (mai 2021).
Si vous disposez d'ouvrages ou d'articles de référence ou si vous connaissez des sites web de qualité traitant du thème abordé ici, merci de compléter l'article en donnant les références utiles à sa vérifiabilité et en les liant à la section « Notes et références ».
Joseph Umstatt, né le 5 février 1711 à Vienne et mort le 24 mai 1762 à Bamberg, est un compositeur autrichien du début de l'ère classique. 

## Biographie
Joseph Umstatt a grandi à Vienne et a peut-être été l'élève de Johann Joseph Fux. De 1727 à 1730, il étudie au Collège des Jésuites de Tyrnau, l'un des centres distingués de l'enseignement musical du royaume de Hongrie d'alors (aujourd'hui Trnava en Slovaquie). Il était claveciniste et organiste à la chapelle Imre Esterhazy (archevêque d'Esztergom) à Pressburg (Bratislava), puis sous le comte de Dietrichstein près de Brünn (Brno). Le Premier ministre saxon Heinrich von Brühl engagea Umstatt comme Hofkapellmeister peu de temps avant sa mort en 1762.

## Œuvre
Umstatt est considéré comme l'un des compositeurs pour le clavecin les plus originaux de la période viennoise de la première moitié du XVIIIe siècle[Par qui ?]. Il a également composé des musiques sacrées telles que des oratorios, des messes (par exemple la Missa Natalitia) et des réquiems, ainsi que des drames musicaux profanes. Cependant, la grande majorité de son travail consiste en symphonies, concertos et musique de chambre.